# Magnus Samuelsson (fotbollsspelare född 1971)
Bert Magnus Samuelsson, född den 21 maj 1971 i Överluleå, är en svensk före detta fotbollsspelare. Han spelade som mittback i ett flertal allsvenska klubbar. 
Han har efter karriären verkat som assisterande tränare inom Örebro SK. 

## Klubbar
- - 1991 Bodens BK
- 1992-1997 IFK Luleå
- 1998 Östers IF
- 1999-2001 Djurgårdens IF
- 2002 FC Lahti
- 2003-2007 Örebro SK
- 2008 Degerfors IF